# Pachybolus laminatus
Pachybolus laminatus är en mångfotingart som beskrevs av Cook 1898. Pachybolus laminatus ingår i släktet Pachybolus och familjen Pachybolidae. Inga underarter finns listade i Catalogue of Life.